# Dahlenburg
Dahlenburg è un comune mercato di 3.380 abitanti della Bassa Sassonia, in Germania.
Appartiene al circondario (Landkreis) di Luneburgo (targa LG) ed è parte della comunità amministrativa (Samtgemeinde) di Dahlenburg.